# David MacDonald (director)
David MacDonald (9 de mayo de 1904 - 22 de junio de 1983) fue un director y productor cinematográfico y televisivo de nacionalidad británica.

## Biografía
Nacido en Helensburgh, Escocia, MacDonald trabajó en un puesto directivo en una plantación de caucho en territorio de la actual Malasia, antes de ir en 1929 a los Estados Unidos, donde trabajó como ayudante de producción de Cecil B. DeMille. 
En 1932 pasó a trabajar con Paramount Pictures, y en 1936 volvió a Inglaterra, donde ejerció funciones de director y productor. Entre sus primeros éxitos figuran comedias en las que trabajó con el actor Barry K. Barnes. Durante la Segunda Guerra Mundial rodó para la British Film Army Unit los documentales Desert Victory y Men of the Lightship, ambos considerados unos clásicos del género.
Tras la guerra dirigió The Brothers (1947, escribiendo el guion) y Christopher Columbus (1949), un espectacular fracaso. Más adelante trabajó en producciones televisivas de carácter más comercial como The Vise (1954-55) y The Scarlet Pimpernel (1956), esta última producida por él. MacDonald fue elogiado por sus claustrofóbicos thrillers rodados en los años de posguerra.
David MacDonald falleció en Londres, Inglaterra, en 1983.

## Selección de su filmografía

### Director
- 1937: The Last Curtain
- 1940: Men of the Lightship (Documental)
- 1947: The Brothers
- 1948: Good-Time Girl
- 1949: The Bad Lord Byron
- 1949: Christopher Columbus
- 1949: Diamond City
- 1950: Cairo Road
- 1951: The Adventurers
- 1954: Devil Girl from Mars
- 1958: The Moonraker

### Guionista
- 1947: The Brothers
- 1955: Operation Malaya

### Productor
- 1943: Desert Victory
- 1946: Burma Victory
- 1956: ITV Playhouse (3 episodios)
- 1956: The Scarlet Pimpernel (6 episodios)
- 1957: Overseas Press Club - Exclusive!  (13 episodios)
- 1959: The Flying Doctor (39 episodios)